# Alpha Mandé Diarra
Pour les articles homonymes, voir Diarra.
Alpha Mandé Diarra est un écrivain malien, né en 1954 à Nonkon, dans la région de Koulikoro.

## Biographie
Alpha Mandé Diarra a fait ses études à l’École nationale vétérinaire d'Alfort (Maisons-Alfort, Val-de-Marne) en France où il s’est marié. Il est retourné vivre et travailler comme vétérinaire au Mali, à Bamako et à Fana.
En 1981, il publie son premier roman Sahel, sanglante sécheresse. 
En 1999, il publie un roman policier pour enfants, Rapt à Bamako écrit avec Marie-Florence Ehret.
Alpha Mandé Diarra est journaliste à mi-temps et chargé de communication à la Compagnie malienne pour le développement du textile (CMDT).

## Œuvres
- Sahel, sanglante sécheresse, Présence africaine, 1981  (ISBN 2-7087-0389-7)
- La Nièce de l’imam, Éditions Sépia, 1994  (ISBN 2-907888-53-6)
- Rapt à Bamako (avec Marie-Florence Ehret), Éditions Le Figuier/EDICEF, 1999  (ISBN 2-84129-645-8)
- Nouvelles du Mali (avec Ousmane Diarra, Sirafily Diango, Moussa Konaté et Yambo Ouologuem), Magellan & Cie Courrier international, mars 2008[3].